# أصدقاء الحبشة الأفارقة الدوليين
كانت منظمة أصدقاء الحبشة الأفارقة الدوليين، والمعروفة أيضًا باسم أصدقاء إثيوبيا الأفارقة الدوليين، منظمة تأسست بلندن في إنجلترا، في عام 1935 للاحتجاج على العدوان الإيطالي ضد الحبشة (انظر الحرب الإيطالية الإثيوبية الثانية). تتألف عضويتها من العديد من الشخصيات الهامة في عموم إفريقيا، وقد شكل العديد منهم فيما بعد مكتب الخدمة الأفريقية الدولية.

## التاريخ
عُقد أول اجتماع عام للمنظمة في 23 يوليو 1935، مع اجتماع عام آخر يوم الأحد، 28 يوليو في القاعة التذكارية في شارع فارينجدون بلندن، وتم نشره على نطاق واسع في الصحف. وخلال صيف عام 1935، أصدرت المنظمة قرارات تحث جميع الأفارقة والمنحدرين من أصل أفريقي على مساعدة الحبشة ودعت عصبة الأمم والحكومة البريطانية لحماية الحبشة. وفي 26 أغسطس، نظمت المنظمة مسيرة في ميدان ترافالغار والتي اجتذبت حشدًا من حوالي خمسمائة مؤيد.

## أعضاء بارزين
أعضاء اللجنة التنفيذية الأولية للأصدقاء الأفارقة الدوليين للحبشة هم:
- سي. جيمس - رئيس مجلس الإدارة
- الدكتور بيتر ميليارد وت. ألبرت ماريشو - نائب الرئيس
- جومو كينياتا - سكرتير فخري
- إيمي أشوود غارفي - أمين الصندوق الفخري
- سام مانينغ
- محمد سعيد
- جنرال إلكتريك مور
- وورد إس آر
- الدكتور JB Danquah
- جون باين

جاء الأعضاء البارزون الآخرون ليشملوا جورج بادمور وكريس بريثويت وت. راس ماكونين.